# Conclave de 1521-1522
Le conclave de 1521-1522 se déroule à Rome, du 28 décembre 1521 au 9 janvier 1522, juste après la mort du pape Léon X. Il aboutit à l'élection du cardinal Adriaan Floriszoon Boeyens qui devient le pape Adrien VI.

## Source
- (en) Cet article est partiellement ou en totalité issu de l’article de Wikipédia en anglais intitulé « Papal conclave, 1521–22 » (voir la liste des auteurs).